# Things (Paolo Fresu e Uri Caine)
Things è il primo album realizzato dal duo formato dal trombettista italiano Paolo Fresu e dal pianista jazz statunitense Uri Caine  registrato il 18 e il 19 maggio del 2005 e poi pubblicato nel 2006.

## Tracce
1. Dear Old Stockholm – 05:19 (Traditional)
2. Everything Happens to Me  –  07:02 (Tom Adair, Matt Dennis)
3. Frammento del temperamento discutibile– 00:17 (Paolo Fresu, Uri Caine)
4. Fisherman, strawberry and devil crab – 05:10 (George Gershwin, Dubose Heyward)
5. Frammento impavido – 00:44  (Paolo Fresu, Uri Caine)
6. Cheek to cheek - 07:17  (Irving Berlin)
7. Si dolce è 'l tormento – 05:26 (Claudio Monteverdi
8. Frammento di re fosco – 00:51 (Paolo Fresu, Uri Caine)
9. I Loves You, Porgy – 05:21  (George Gershwin, Ira Gershwin, Dubose Heyward)
10. Cheney's Dick – 04:38  (Uri Caine)
11. Frammento del coraggioso – 01:19  (Paolo Fresu, Uri Caine)
12. Sonia said– 03:44 (Uri Caine)
13. Fellini – 06:48  (Paolo Fresu),
14. Solar – 04:33 (Miles Davis)
15. Frammento con lapilli – 01:05  (Uri Caine)
16. Varca lucente – 03:21  (Mangeri, F.S.)
17. Frammento aviario - 00:57  (Paolo Fresu, Uri Caine)
18. E se domani – 02:16  (Giorgio Calabrese, C. A. Rossi)

## Formazione
- Paolo Fresu – tromba, flicorno e multieffetti
- Uri Caine – pianoforte acustico (Fazioli), piano elettrico (Fender Rhodes)